# Mîhalie, Ivanîci
Mîhalie (în ucraineană Михалє) este un sat în comuna Poromiv din raionul Ivanîci, regiunea Volînia, Ucraina.

## Demografie
Componența lingvistică a localității Mîhalie
     Ucraineană (99,51%)
     Alte limbi (0,49%)
Conform recensământului din 2001, majoritatea populației localității Mîhalie era vorbitoare de ucraineană (99,51%), existând în minoritate și vorbitori de alte limbi.